# Ulica Jana Kasprowicza w Lublinie
Ulica Jana Kasprowicza w Lublinie – ulica na wschodnich obrzeżach Lublina. Rozpoczyna się od ul. Mełgiewskiej, a kończy wpadając do ul. Turystycznej. Ulica posiada po jednym pasie ruchu w każdym kierunku. Przy ulicy częściowo znajduje się oświetlenie. Położona jest w dzielnicy Hajdów-Zadębie.

## Przebieg
Ulica rozpoczyna się w dwóch miejscach od ul. Mełgiewskiej. W kontynuacji ul. Antoniny Grygowej biegnie wewnętrzna droga polna pod zarządem UM Lublin, dochodzi ona do torów. 100 metrów dalej (na wschód) od skrzyżowania z ul. Grygowej odchodzi droga asfaltowa, która następnie przechodzi przez tory kolejowe linii 7 i 67. Ta część ulicy wpada do ul. Heleny Dziubińskiej, która łączy ją z właściwą częścią ulicy. Właściwa część ulicy zaczyna się jak polna droga od ul. Hajdowskiej, za 160 m wpada do niej ul. Dziubińskiej i dalej ulica ma asfaltową nawierzchnię. Za 100 m wpada do niej z prawej strony ulica Bławatkowa, a za 500 m krzyżuje się z ul. Zadębie (skrzyżowanie jest przesunięte w osi). Następnie wpada do niej z prawej strony ul. Jarmarczna. Ulica kończy się wpadając do ul. Turystycznej. Na skrzyżowaniu znajduje się sygnalizacja świetlna.

## Zabudowa
Przy ulicy znajduje się rozproszona zabudowa mieszkalna i zakłady usługowe. Przy ulicy znajduje się także Szkoła Podstawowa nr 48 w Lublinie.

## Komunikacja miejska
Ulica nie jest obsługiwana przez komunikację miejską. Przystanek przy ul. Turystycznej nosi nazwę Kasprowicza.